# شنهور، قنا
شنهور، روستایی از توابع شهرستان قوص در استان قنا و کشور مصر است.

## جمعیت
براساس سرشماری سال ۲۰۰۶ مصر، جمعیت آن ۹۳۱۴  نفر( ۴۵۸۳ مرد و ۴۷۳۱ زن ) بوده‌است.